# Ducati Supermono
Ducati Supermono je lahki tekmovalni motocikel, ki je namenjen tekmovanju v razredu Supermono - motociklih, ki imajo enovaljni motor. Supermono je grajen iz lahkih karbonskih vlaken. Suha teža motocikla je samo 125 kilogramov. Največja hitrost je 227 km/h. Motor razvija 61,4 KM (46 kW) pri 9750 obratih, navor pri 8000 obratih je 50 Nm. Motocikl ima šeststopenjski menjalnik. Ducati je zgradil samo 65 motociklov. Supermono je vplival na razvoj Ducatija 916 leto pozneje.